# Алтмяэ, Арнольд Антсович
Арнольд Антсович Алтмяэ (эст. Arnold Altmäe; 30 июля 1934, Вяндра, Эстония — 20 мая 1984, Таллин, Эстонская ССР) — эстонский советский актёр и кинорежиссёр-документалист.

## Биография
Закончил в 1974 году ВГИК, мастерскую режиссуры документального кино. С начала 1970-х годов снимался в кино на студии «Таллинфильм», Рижской киностудии, киностудии им. М. Горького.
Режиссёр ряда документальных и научно-популярных фильмов. Сделал несколько хороших работ об острове Сааремаа, о рыбаках, и вообще, был режиссёр морской темы.
Был корреспондентом Эстонского радио и телевидения в Москве.
Умер 20 мая 1984 года в Таллине, в возрасте 49 лет.

## Избранная фильмография

### Актёр
- 1971 — Офицеры — эстонец Арнольд Антсович, комиссар
- 1976 — Белая горячка / Valge palavik
- 1977 — Karikakramäng — владелец молочной фермы
- 1977 — Гадание на ромашке (новелла «Татуировка») — маслобойщик
- 1983 — Аукцион / Oksjon
- 1988 — Гадание на бараньей лопатке — эпизод

### Режиссёр
- 1977 — Легковой автомобиль «Жигули». Различия в дизайне и техническом обслуживании / Sõiduauto «Žiguli» konstruktsioonilised erinevused ja tehniline teenindamine
- 1977 — Секретарь / Sekretärid
- 1978 — Гласные и согласные в эстонском языке / Täishäälikud ja kaashäälikud eesti keeles
- 1978 — Добыча сланца и его обработка в СССР / Põlevkivi kaevandamine ja töötlemine NSV Liidus"
- 1978 — Маре Балтикум / Mare Balticum
- 1979 — На любой вкус / Igale maitsele
- 1979 — Мурманск 198
- 1980 — Председатели / Esimehed
- 1980 — Июньские дни в Москве / Juunipäevad Moskvas